# Juan Almeida Bosque
Pour les articles homonymes, voir Almeida (homonymie) et Bosque.
Almeida  Bosque est un nom espagnol. Le premier nom de famille, en général paternel, est Almeida ; le second, en général maternel, souvent omis, est Bosque.
Juan Almeida Bosque, né le 17 février 1927 à La Havane (Cuba) et mort le 11 septembre 2009 dans la même ville, est un militaire, homme politique, écrivain, poète et compositeur cubain.
Il a connu Fidel Castro dès 1952 et combattu avec lui lors de toutes les étapes de la révolution cubaine, devenant commandant en 1958. Après la révolution, il poursuit une carrière politique et devient député et vice-président du Conseil d'État.

## Œuvres artistiques
En plus d'avoir composé 300 chansons et écrit 50 poèmes, Juan Almeida Bosque a écrit les œuvres suivantes :
- Presidio
- Exilio
- Desembarco
- La Sierra
- Por las faldas del Turquino
- Contra el Agua y el Viento, Premio Casa de las Américas (1985)
- La Única Ciudadana
- El General en Jefe Máximo Gómez
- ¡Atención! ¡Recuento!
- La Sierra Maestra y más Allá
- Algo nuevo en el desierto
- La Aurora de los héroes
- Casado con la revolucionaria de la Sierra Maestra: Dolores Isabel Gallardo